# あなたと温泉に行ったら…
『あなたと温泉に行ったら…』（あなたとおんせんにいったら）は、2020年1月よりフジテレビONEとフジテレビNEXTで放送されている温泉情報番組である。

## 概要
この番組は、疑似体験型温泉情報番組と銘打たれ、視聴者が女優と温泉地を巡ってデートを楽しんでいるかのような演出が特徴となっており、最大の見せ場は女優による非着衣での入浴となっている。このため、他の温泉情報番組ではリポーターなどが入浴する際はバスタオルを巻いて入浴し、「撮影のためバスタオルを着用しています」という断り書きのテロップが入るスタイルが基本であるが、本番組では入浴時におけるバスタオルは一切使用せず、素のままの入浴シーンを醸し出している（女優の前方から撮影するシーンなどは胸部など公の電波では放送できない箇所が映らないよう最大限の配慮を駆使した演出がなされている）。
番組は前篇15分と後篇15分に分かれており、前篇は駅から温泉街を散策して宿泊施設に入館し最初の入浴。後篇は地元の名産料理を紹介、夜の入浴と特殊演出、そして最終入浴である。温泉地や宿泊施設の説明は全てナレーションで行われ、女優による自己紹介はもとより、画面上で相手（恋人いわく視聴者）に語りかけるシーンなどにおいての女優の肉声などは一切入っていない。

## 放送時間
| 放送局         | 放送日時           |
| -------------- | ------------------ |
| フジテレビONE  | 不定期（主に深夜） |
| フジテレビNEXT | 不定期（主に深夜） |

フジテレビオンデマンドでも配信されている。

## 放送リスト
奇数回が前篇、偶数回が後篇の構成になっている。

### 2020年
| 放送回  | タイトル                                          | 撮影場所                                        | 出演者               | 初回放送日 |
| ------- | ------------------------------------------------- | ----------------------------------------------- | -------------------- | ---------- |
| 01 - 02 | 温泉櫓が立ち並ぶ湯けむりの街 熱川温泉編           | 温泉湯守り 玉翠館 （静岡県賀茂郡東伊豆町）      | 麻木玲那             | 1月27日    |
| 03 - 04 | 1300年伝承される 美人の湯 伊豆長岡温泉編          | すみよし館 水庭の旅籠 （静岡県伊豆の国市）      | 小湊優香             | 1月28日    |
| 05 - 06 | 豊かな自然に囲まれた隠れ家 湯布院温泉編           | 和山豊 （大分県由布市）                         | 織田唯愛             | 2月24日    |
| 07 - 08 | 水郷に佇む茅ぶき屋根の古民家宿 日田温泉編         | 琴平かやうさぎ （大分県日田市）                 | 雨宮奈生             | 2月25日    |
| 09 - 10 | 武田信玄の隠し湯 丹沢中川温泉編                   | 魚山亭やまぶき （神奈川県足柄上郡山北町）       | (不明)               | 3月30日    |
| 11 - 12 | 観光と豊富な泉質を楽しめる湯場 箱根強羅温泉編     | 大涌谷源泉山田家旅館 （神奈川県足柄下郡箱根町） | 奥村優希             | 3月31日    |
| 13 - 14 | 赤谷湖を見下ろす癒しの湯 猿ヶ京温泉編             | ル・ヴァンベール湖郷 （群馬県利根郡みなかみ町） | 奈良歩実             | 4月20日    |
| 15 - 16 | 金と銀の源泉が湧き出る名湯 伊香保温泉編           | 和心の宿大森 （群馬県渋川市）                   | ななみにこ           | 4月21日    |
| 17 - 18 | 信州最古の湯 信州別所温泉編                       | 中松屋 （長野県上田市）                         | ばんこく（伴智恵子） | 6月28日    |
| 19 - 20 | 志賀高原の山々に囲まれた名湯 湯田中温泉編         | ホテル豊生 （長野県下高井郡山ノ内町）           | 佐野マリア           | 6月29日    |
| 21 - 22 | 大海原を一望できる絶景の湯 小湊温泉編             | 満ちてくる心の宿 吉夢 （千葉県鴨川市）          | 潮みか               | 7月27日    |
| 23 - 24 | 南国気分を味わえる穴場温泉地 館山温泉編           | 千里の風 （千葉県館山市）                       | 咲坂あいり           | 7月28日    |
| 25 - 26 | 霞ヶ浦を臨む奇跡の湯 なめかた温泉編               | 翠風荘 慶山 （茨城県行方市）                    | 小田飛鳥             | 7月29日    |
| 27 - 28 | 太平洋の絶景と恵みを満喫する 磯原温泉編           | としまや 月浜の湯 （茨城県北茨城市）            | 西島ミライ           | 7月30日    |
| 29 - 30 | 北関東 那須野が原扇状地に出ずる湯 大田原温泉編    | ホテル龍城苑 （栃木県大田原市）                 | 新藤まなみ           | 8月24日    |
| 31 - 32 | 清流 那珂川の辺に湧く美人の湯 馬頭温泉編          | 南平台温泉ホテル （栃木県那須郡那珂川町）       | 直井花音             | 8月25日    |
| 33 - 34 | 房総白浜に出ずる湯 白浜女来島温泉編               | グランドホテル太陽 （千葉県南房総市）           | みもれもん           | 9月29日    |
| 35 - 36 | 絶えず進化を続けている古湯 湯河原温泉編           | おんやど恵 （神奈川県足柄下郡湯河原町）         | 桃知レイナ           | 9月30日    |
| 37 - 38 | 伝統と豊富な湯量を誇る いわき湯本温泉編           | 古滝屋 （福島県いわき市）                       | 麻倉まりな           | 10月28日   |
| 39 - 40 | 東北の大自然と伝統工芸の里に出ずる名湯 土湯温泉編 | ホテル山水荘 （福島県福島市）                   | MIDY                 | 10月29日   |
| 41 - 42 | 奥州三名湯 栗子連峰の渓流沿いに湧く 飯坂温泉編    | 福住旅館 （福島県福島市）                       | 月島圭               | 11月25日   |
| 43 - 44 | 名水と萩姫伝説で誉高い美人の湯 磐梯熱海温泉編     | ゆとりろ磐梯熱海 （福島県郡山市）               | 寺坂美咲             | 11月26日   |
| 45 - 46 | 全国有数の人気を誇る甲州の名湯 石和温泉編         | 旅館喜仙 （山梨県笛吹市）                       | 桐生美希             | 12月22日   |
| 47 - 48 | 武田信玄の隠し湯 効能豊かな湯治場 下部温泉編      | ホテル守田 （山梨県中巨摩郡身延町）             | 藤嶋もなみ           | 12月23日   |

### 2021年
| 放送回  | タイトル                                          | 撮影場所                                                    | 出演者                                                | 初回放送日 |
| ------- | ------------------------------------------------- | ----------------------------------------------------------- | ----------------------------------------------------- | ---------- |
| 49 - 50 | 総集編 その1・その2                               | その1 熱川温泉 小湊温泉 その2 伊豆長岡温泉 館山温泉         | その1 麻木玲那 潮みか その2 小湊優香 咲坂あいり       | 3月28日    |
| 51 - 52 | 総集編 その3・その4                               | その3 湯布院温泉 なめかた温泉 その4 日田温泉 磯原温泉       | その3 織田唯愛 小田飛鳥 その4 雨宮奈生 西島ミライ     | 3月28日    |
| 53 - 54 | 総集編 その5・その6                               | その5 箱根強羅温泉 馬頭温泉 その6 大田原温泉 石和温泉       | その5 奥村優希 直井花音 その6 新藤まなみ 桐生美希     | 3月30日    |
| 55 - 56 | 総集編 その7・その8                               | その7 猿ヶ京温泉 白浜女来島温泉 その8 伊香保温泉 湯河原温泉 | その7 奈良歩実 みもれもん その8 ななみにこ 桃知レイナ | 3月30日    |
| 57 - 58 | 総集編 その9・その10                              | その9 湯田中温泉 いわき湯本温泉 その10 土湯温泉 飯坂温泉    | その9 佐野マリア 麻倉まりな その10 MIDY 月島圭        | 3月31日    |
| 59 - 60 | 東伊豆の絶景に囲まれたリゾート 伊東対馬温泉編     | リブマックスリゾート伊東川奈 （静岡県伊東市）               | 滝沢いおり                                            | 4月29日    |
| 61 - 62 | 武田信玄が愛した古の湯治場 梅ヶ島温泉編           | 湯の島館 （静岡県静岡市葵区）                               | 織田唯愛                                              | 4月30日    |
| 63 - 64 | 南伊豆の絶景と海の幸に恵まれる 下田温泉編         | 下田ビューホテル （静岡県下田市）                           | 織田唯愛                                              | 5月1日     |
| 65 - 66 | 東伊豆 波打ち際に沸き出ずる秘湯 北川温泉編        | 北川温泉ホテル （静岡県賀茂郡東伊豆町）                     | 佐野マリア                                            | 5月27日    |
| 67 ｰ 68 | 南熱海の絶景を満喫できる秘湯 網代温泉編           | 竹林庵みずの （静岡県熱海市）                               | 佐野マリア                                            | 5月28日    |
| 69 - 70 | 世界遺産の町に沸き出ずる湯 日光温泉編             | 星の宿 （栃木県日光市）                                     | 咲坂あいり                                            | 7月1日     |
| 71 - 72 | 深緑に包まれる湯治場 那須高原温泉編               | 自在荘 （栃木県那須郡那須町）                               | 咲坂あいり                                            | 7月1日     |
| 73 - 74 | 湖と深緑に抱かれる秘湯 奥日光湯元温泉編           | 森のホテル （栃木県日光市）                                 | 内藤有紗                                              | 7月29日    |
| 75 - 76 | 大自然とジビエ食で野趣に富む湯治場 湯西川温泉編   | 湯西川館本館 （栃木県日光市）                               | 内藤有紗                                              | 7月30日    |
| 77 - 78 | 上総九十九里の恵みを満喫できる 長生温泉編         | 九十九里 太陽の里 （千葉県長生郡長生村）                    | 新藤まなみ                                            | 8月31日    |
| 79 - 80 | 湖畔の絶景に湧く太古の湯 亀山温泉編               | 亀山温泉ホテル （千葉県君津市）                             | 新藤まなみ                                            | 9月1日     |
| 81 - 82 | 霊峰富士の麓に湧き出ずるぬる湯 畑毛温泉編         | 誠山 （静岡県田方郡函南町）                                 | 麻倉まりな                                            | 9月28日    |
| 83 - 84 | 富士の麓に湧く最新湯浴みスポット より道の湯温泉編 | より道の湯 （山梨県都留市）                                 | 麻倉まりな                                            | 9月29日    |
| 85 - 86 | 豊かな自然と歴史情緒溢れる名観光地 箱根湯本温泉編 | ホテルおくゆもと （神奈川県足柄下郡箱根町）                 | 藤嶋もなみ                                            | 10月28日   |
| 87 - 88 | 豊富な湯量と多様な効能を誇る 下賀茂温泉編         | 石廊館 （静岡県賀茂郡南伊豆町）                             | 藤嶋もなみ                                            | 10月29日   |
| 89 - 90 | 大渓谷に沸き出ずる秘湯 湯野上温泉編               | 洗心亭 （福島県南会津郡下郷町）                             | 奥村優希                                              | 11月26日   |
| 91 - 92 | 深海魚あんこうの恵みが詰まった料理宿 平潟港温泉編 | まるみつ旅館 （茨城県北茨城市）                             | 奥村優希                                              | 11月26日   |
| 93 - 94 | 渓流沿いに沸き出ずる北関東の大温泉郷 塩原温泉編   | 赤沢温泉旅館 （栃木県那須塩原市）                           | 潮みか                                                | 12月25日   |
| 95 - 96 | 秩父の大自然と郷土料理を満喫できる 小鹿野温泉編   | 梁山泊 （埼玉県秩父郡小鹿野町）                             | 潮みか                                                | 12月25日   |

### 2022年
| 放送回    | タイトル                                            | 撮影場所                                          | 出演者       | 初回放送日 |
| --------- | --------------------------------------------------- | ------------------------------------------------- | ------------ | ---------- |
| 97 - 98   | 霊峰富士を臨む湖畔のリゾート 河口湖温泉編           | 河口湖パークホテル （山梨県南都留郡富士河口湖町） | 田中みか     | 1月27日    |
| 99 - 100  | 東京から一番近い秘境に湧く鉱泉 和銅鉱泉編           | ゆの宿 和どう （埼玉県秩父市）                    | 田中みか     | 1月28日    |
| 101 - 102 | 浜名湖の四季を満喫できる美人の湯 三ヶ日温泉編       | ホテルリステル浜名湖 （静岡県浜松市浜名区）       | 滝沢いおり   | 2月24日    |
| 103 - 104 | 絶品魚介グルメと絶景の宿 蒲郡温泉編                 | ホテル竹島 （愛知県蒲郡市）                       | 滝沢いおり   | 2月25日    |
| 105 - 106 | 美人の湯と誉れ高い隠れ宿 磯部温泉編                 | 高台温泉 （群馬県安中市）                         | 小田飛鳥     | 3月31日    |
| 107 - 108 | 豊富な湯量を誇る奥州三大名湯の1つ 穴原温泉編        | 旬樹庵いづみや （福島県福島市）                   | 小田飛鳥     | 4月1日     |
| 109 - 110 | 清流四万川の辺に湧く薬王の湯 四万温泉編             | 豊島屋 （群馬県吾妻郡中之条町）                   | 金子智美     | 4月28日    |
| 111 - 112 | 白銀の絶景と濃厚硫黄泉を満喫できる 万座温泉編       | 日進館 （群馬県吾妻郡嬬恋村）                     | 金子智美     | 4月29日    |
| 113 - 114 | 太平洋の岬 1億年前の地層から湧き出ずる 犬吠埼温泉編 | 犬吠埼ホテル （千葉県銚子市）                     | 日下部ほたる | 5月26日    |
| 115 - 116 | 里山にポツンと湧く医者いらずの湯 湯の澤鉱泉編       | 湯の澤鉱泉 （茨城県常陸大宮市）                   | 日下部ほたる | 5月27日    |
| 117 - 118 | 霊峰筑波の中腹に沸き出ずる元湯 筑波温泉編           | 筑波温泉ホテル （茨城県つくば市）                 | 只埜なつみ   | 6月30日    |
| 119 - 120 | 雄大な八ヶ岳の麓に湧く悠久の湯 広原温泉編           | ホテル八峯苑 鹿の湯 （長野県諏訪郡富士見町）      | 只埜なつみ   | 7月1日     |
| 121 - 122 | 森林浴も楽しめる高原の湯 蓼科温泉編                 | つつじとかえで （長野県茅野市）                   | 小鳥遊くれあ | 7月28日    |
| 123 - 124 | 清廉な北アルプスの自然と食を満喫できる 大町温泉編   | 緑翠亭 景水 （長野県大町市）                      | 小鳥遊くれあ | 7月29日    |
| 125 - 126 | 大自然の絶景と恵を全身で体感する場所 宇奈月温泉編   | やまのは （富山県黒部市）                         | 鮎川七       | 8月31日    |
| 127 - 128 | 海岸線の絶景とカニ料理を楽しめる町 三国温泉編       | はれや旅館 （福井県坂井市）                       | 鮎川七       | 9月1日     |
| 129 - 130 | 駿河湾に抱かれ海の幸を満喫できる 戸田温泉編         | ときわや （静岡県沼津市）                         | 宮脇由衣     | 9月29日    |
| 131 - 132 | 河津桜と相模湾の幸を満喫 谷津温泉編                 | 石田屋 （静岡県賀茂郡河津町）                     | 宮脇由衣     | 9月30日    |

以降は過去に放送した分の再放送をローテーションでおこなっている。